# Ragnebert
Ragnebert ou Rambert ou Ragnebertus, († le 1er juillet 680), martyr au VIIe siècle, célébré le 13 juin,.

## Histoire et tradition
Né dans une illustre famille du royaume franc, il est cité dans une charte de l'abbaye de Saint-Denis datée de 662 : dans ce document il est le troisième à signer, ce qui témoigne de son rang. Son père est le duc Radebert, gouverneur des provinces comprises entre la Seine et la Loire.
Très jeune il manifeste des dispositions dans le maniement des armes et le goût des études, s'attirant déjà la jalousie d'Ébroïn qui devient maire du palais de Neustrie vers 658 et réputé pour avoir un caractère violent et despotique. Sur les rumeurs d'un complot de plusieurs grands seigneurs dont Ragnebert pour le renverser, Ébroïn veut le mettre à mort ; mais grâce à saint Ouen, archevêque de Rouen, il commue la peine en exil dans le Bugey sous la garde d'un seigneur local nommé Théodefroi. Mais Ébroïn n'a pas oublié son premier projet ; aussi envoie-t-il deux hommes de main assassiner Ragnebert. Ces deux hommes le retrouvent vers le monastère de Saint-Rambert-en-Bugey bâti par saint Domitien sur les rives du Brevon. Le martyr demande à pouvoir prier une dernière fois dans une chapelle proche du monastère mais les assassins refusent et le transpercent d'un coup de lance alors qu'à genoux il recommande son âme à Dieu le 13 juin 680.
Le corps de Ragnebert est recueilli par les religieux du monastère et enterré dans leur cloître ; plus tard il est déplacé près de l'autel de leur église. D'après la légende, les prodiges se multiplient sur le tombeau de Ragnebert et l'endroit devient un important lieu de pèlerinage. En peu de temps, il se forme sous la protection de l'abbaye un bourg qui prend le nom du martyr.
Quatre siècles après son inhumation, la ferveur est encore intense. Cette dévotion connaît au XIIe siècle une diffusion régionale : elle atteint le monastère de l’Île-Barbe à Lyon (sur la rive droite de la Saône proche de l'île, se trouve d'ailleurs l'église paroissiale lyonnaise de Saint-Rambert-l'Île-Barbe) et les comtés de Forez. Un comte du Forez nommé Gillinus obtint une partie des reliques pour les transférer au prieuré de Saint-André près de Montbrison, donnant naissance au village de Saint-Rambert-sur-Loire et d’Albon Saint-Rambert-d'Albon, Drôme.
Les reliques de Saint-Rambert-en-Bugey, toujours conservées actuellement, furent transportées en 1793 dans une châsse en bois dorée surmontée d'une couronne.

## Photographies

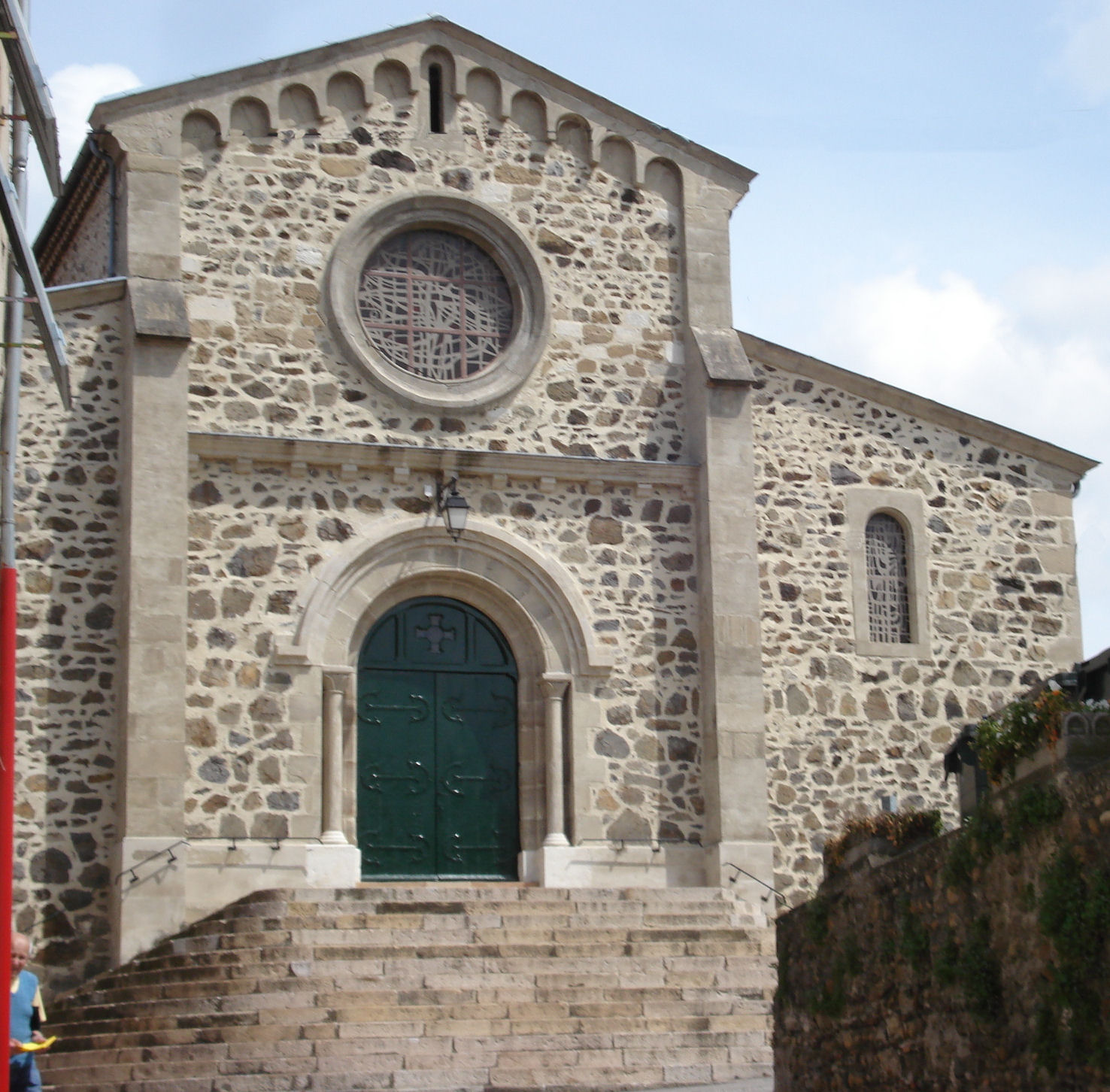
Église de Saint-Rambert-d'Albon
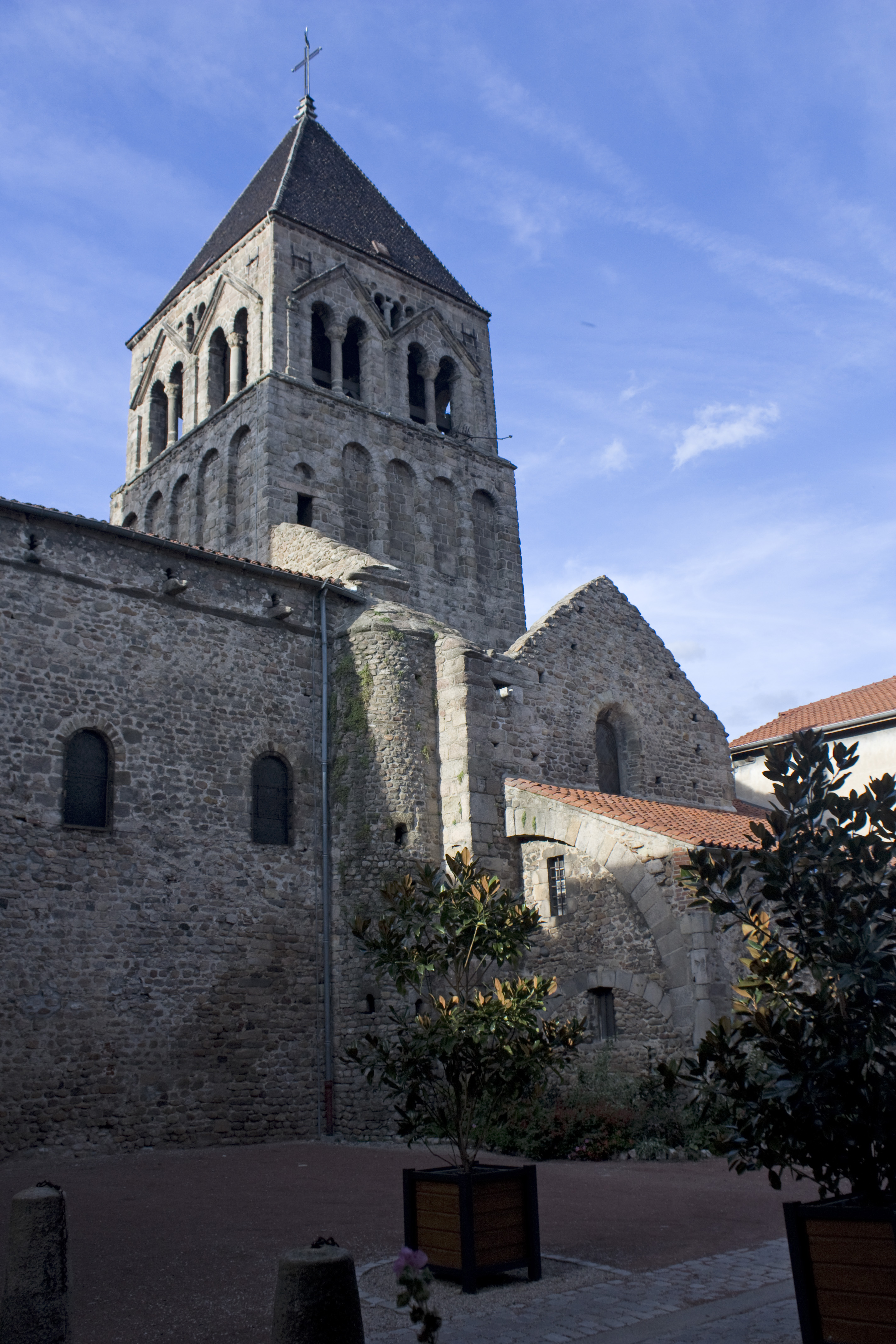
Église de Saint-Rambert-sur-Loire
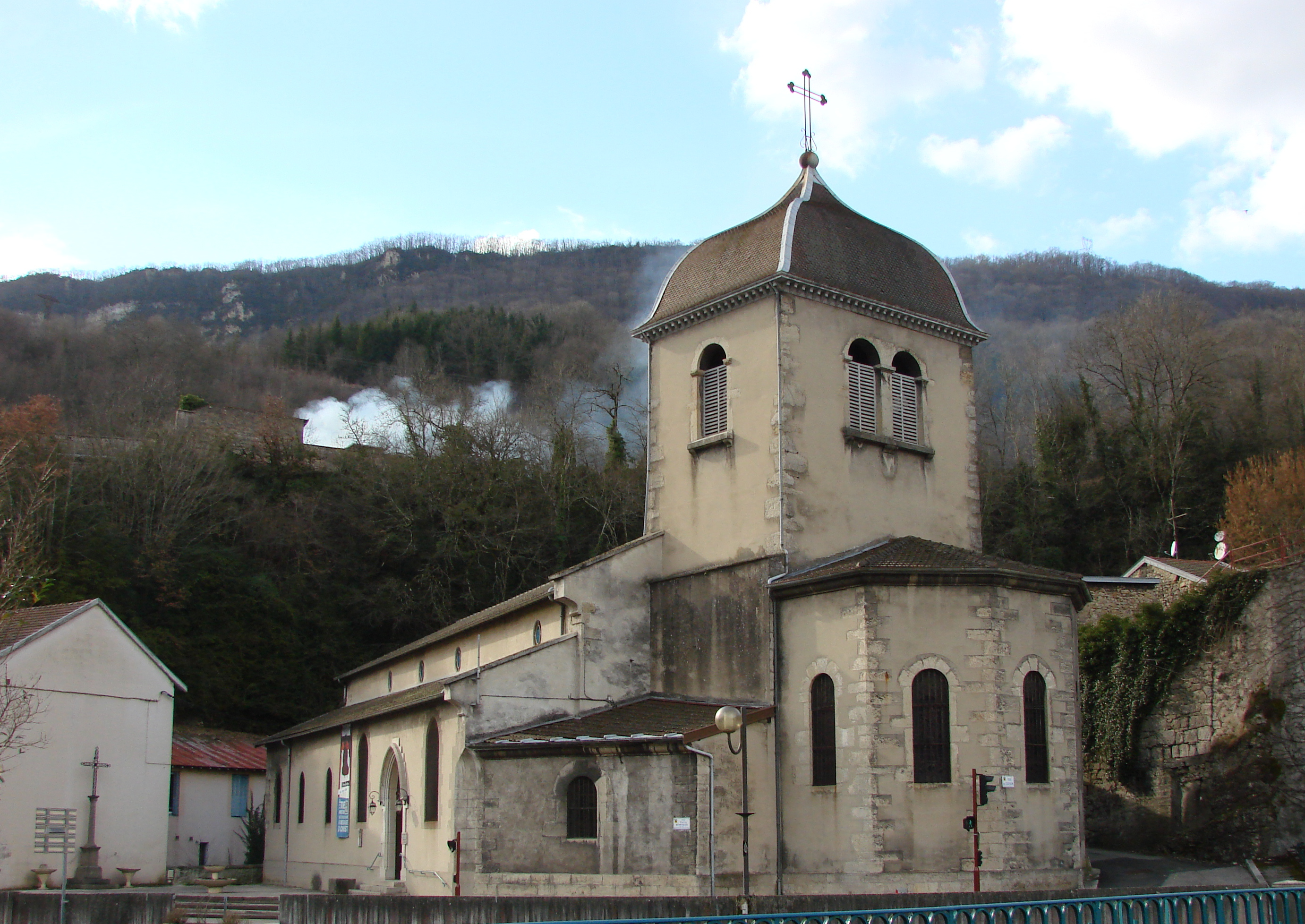
Église de Saint-Rambert-en-Bugey.